# Euclidia munita
Euclidia munita — вид лускокрилих комах з родини еребід (Erebidae).

## Поширення
Вид поширений у степовій зоні на сході України, півдні Росії, Казахстані, Середній Азії, на заході Китаю і Монголії.

## Опис
Розмах крил 32 мм.

## Спосіб життя
Личинки живляться на різних видах солодки (Glycyrrhiza).